# Ernest Benach i Pascual
Ernest Benach i Pascual (Reus, 12 de novembre de 1959) és un expolític català, militant d'ERC, que va ocupar el càrrec de president del Parlament de Catalunya entre 2003 i 2010. Actualment treballa en el sector privat com a consultor freelance en el món de la comunicació i el periodisme i com a professor col·laborador del Grau de Comunicació a la Universitat Oberta de Catalunya.

## Biografia
Ernest Benach va néixer a Reus, el 1959. Va estudiar al Liceu Verge de Montserrat i a l'Institut Gaudí de Reus. El 1979 entra a treballar a la Direcció General de Transports i, més tard, a la Direcció General de Joventut de la Generalitat de Catalunya.

### Joventut
El 1980, amb vint anys, s'abocà de ple a la política. Fou un dels membres fundadors de Nacionalistes d'Esquerres, partit del qual fou candidat per Tarragona a les primeres eleccions al Parlament de Catalunya després de la dictadura franquista. En aquesta plataforma política va entrar en contacte amb personalitats com Jordi Carbonell, Josep Maria Espinàs, Avel·lí Artís Gener, Armand de Fluvià, Josep Bargalló, Josep-Lluís Carod-Rovira o Magda Oranich.

### Política local a Reus
El 1987 s'afilià a Esquerra Republicana de Catalunya (ERC), sumant-s'hi a la Crida Nacional a ERC promoguda, entre d'altres, per Josep-Lluís Carod-Rovira. Des de llavors ha exercit diversos càrrecs vinculats al partit: Regidor de l'Ajuntament de Reus (1987-2001), en fou primer tinent d'alcalde i regidor de Cultura, Esports i Joventut (1987-1991), cinquè tinent d'alcalde (1991-1995), regidor de Política Lingüística (1995-1999) i primer tinent d'alcalde i regidor de Societat de la Informació (1999-2001).

### Etapa al Parlament de Catalunya
El 1992 fou elegit diputat al Parlament de Catalunya i començà la seva vida parlamentària. Fou president de la Comissió d'Agricultura de la V Legislatura i secretari segon de la Mesa del Parlament a la V i VI legislatures. El 5 de desembre del 2003 fou escollit President del Parlament i tres anys després, el 17 de novembre del 2006, va ser reelegit. Entre l'octubre de 2004 i l'octubre de 2005 va presidir la CALRE (Conferència d'Assemblees Legislatives Regionals Europees), un organisme que treballa perquè es tingui en compte el paper dels parlaments i dels governs regionals en la construcció del projecte comú europeu.
El 2008 es va presentar per ser president d'ERC acompanyat de Rafel Niubò, qui optava al càrrec de secretari general. Aquesta candidatura, anomenada Unitat i renovació, va rebre el suport de l'a les hores president del partit, Josep-Lluís Carod-Rovira qui ja havia anunciat que no optaria a la reelecció. Finalment, però, van ser escollits Joan Puigcercós com a president i Joan Ridao com a secretari general.
A les eleccions al Parlament de Catalunya del novembre de 2010, Ernest Benach va ser escollit número dos de la candidatura d'ERC per la circumscripció de Barcelona. Després de la davallada patida per la formació -va passar de 21 a 10 diputats-, Benach va decidir no prendre possessió de l'escó.

### Sector privat
Després de deixar la primera línia política, Benach es va graduar en comunicació per la Universitat Oberta de Catalunya. Des de llavors es dedica a la docència i al sector privat. Va organitzar el TEDxReus entre 2011 i 2014, va ser ponent a TEDxManresa, TEDxAndorra la Vella, TEDxPla de la Calma i va ser participant en el TEDActive de Vanvouver, que va tenir lloc l'any 2015. Actualment col·labora amb diversos mitjans de comunicació, com Catalunya Ràdio, el diari Ara, Mundo Deportivo, així com en alguns mitjans digitals.

## Escoltisme i món casteller
Benach ha estat molt vinculat al món dels castellers i al món de l'escoltisme. Fou un dels fundadors de l'Agrupament Escolta la Mulassa, l'any 1977, que l'empeny també a participar en la direcció d'Escoltes Catalans i, anys després, en l'Assemblea General de la World Scout Parliamentary Union, un organisme que aplega parlamentaris d'arreu del món vinculats amb l'escoltisme. L'any 1981, juntament amb altres reusencs aficionats als castells, fou membre fundador de la colla castellera dels Xiquets de Reus. Entre el 1992 i el 1993 va ser-ne el cap de colla, i entre el 1994 i el 1996, va exercir de president.
Entre el 2010 i el 2014 fou president de la Fundació Escolta Josep Carol, la fundació de l'escoltisme laic a Catalunya.

## Llibres publicats
- Política 2.0 (Angle, Bromera i Cossetània, 2010) ISBN 978-84-9824-663-6[9]
- Mort certa, hora incerta (Pagès, 2012) / ¿Una eternidad digital?. Vida y muerte, antes y después de internet (Milenio, 2012) (en castellà)

## Premis i reconeixements
- 2012- Premi d'assaig Josep Vallverdú (conjuntament amb Miquel Pueyo) per l'assaig sobre la identitat digital i la mort digital[10]
- Va ser gardonat amb la Creu de Sant Jordi l'any 2019 "En reconeixement de la seva valuosa tasca com a 12è president del Parlament de Catalunya durant set anys, entre 2003 i 2010".[11]